# Киле, Понгса Константинович
Понгса Константинович Киле (в документах имя также упоминается как Панс, Панса; нан. Поӈса Киле; 1918, Дада, Троицкая волость, Хабаровский уезд, Приморская область — 1990, Амурск, Хабаровский край) — советский нанайский поэт и этнограф. 
Участвовал в Великой Отечественной войне в составе 2-го и 3-го Украинских фронтов; кавалер орденов Красной звезды (1944) и Отечественной войны II степени (1985). Работал на стройках до 1977 года. Выйдя на пенсию, стал популяризировать, исследовать и структурировать знания о нанайской культуре. 
Первые стихотворения Понгсы Киле были опубликованы в журнале «Дальний Восток» в переводе с нанайского на русский от Алины Чадаевой. Он также выступил в составе делегации малых народностей Дальнего Востока в США, а издательство Коммерческого университета города Отару (Япония) выпустило его труд «Нанайские национальные игры» (1993), названный исследователями из Института научной информации по общественным наукам РАН «примечательным» в незаурядном понимании автором роли игры у нанайцев.
Помимо произведений, его наследие включает в себя воссозданные им нанайские национальные инструменты, игрушки, украшения и бытовые предметы. Часть из них находятся в собраниях Американского музея естественной истории, Российского этнографического музея, Хабаровского краевого музея имени Н. И. Гродекова и других.

## Биография
Родился в январе 1918 года (в ряде источников указывается 1919 год) в селе Дада Троицкой волости Хабаровского уезда Приморской области, став пятым сыном в семье. В четыре года Понгса остался без матери, с этого же возраста отец стал привлекать Понгсу к охоте: летом они брали оморочку и рыбачили на реке Анюй, осенью бороздили реки Пихца и Хар. Зимой передвигались на нартах в медвежьих спальных мешках. Помимо обучения охоте, отец Понгсы рассказывал ему про нанайские обычаи, истории из жизни, приобщал к язычеству.
В 1930 году Понгса стал учиться в семилетке (неполная средняя школа с семью классами обучения), после окончания которой стал жить в Комсомольске-на-Амуре. С этого же года на протяжении одиннадцати лет работал электромонтажником в стройтресте-36. Работу совмещал с учёбой — в 1938 году окончил восемь классов вечерней школы № 17. Спустя год Понгса отправился на лечение в село Дада из-за проблем со здоровьем. Проработав там один год заведующим в местном клубе, Киле был призван в Красную армию. Закончив шестимесячные курсы младших командиров в училище артиллерийской разведки в Хабаровске в сентябре 1941 года, он отправился на фронт Великой Отечественной войны, где принимал участие в боевых действиях 2-го и 3-го Украинских фронтов.

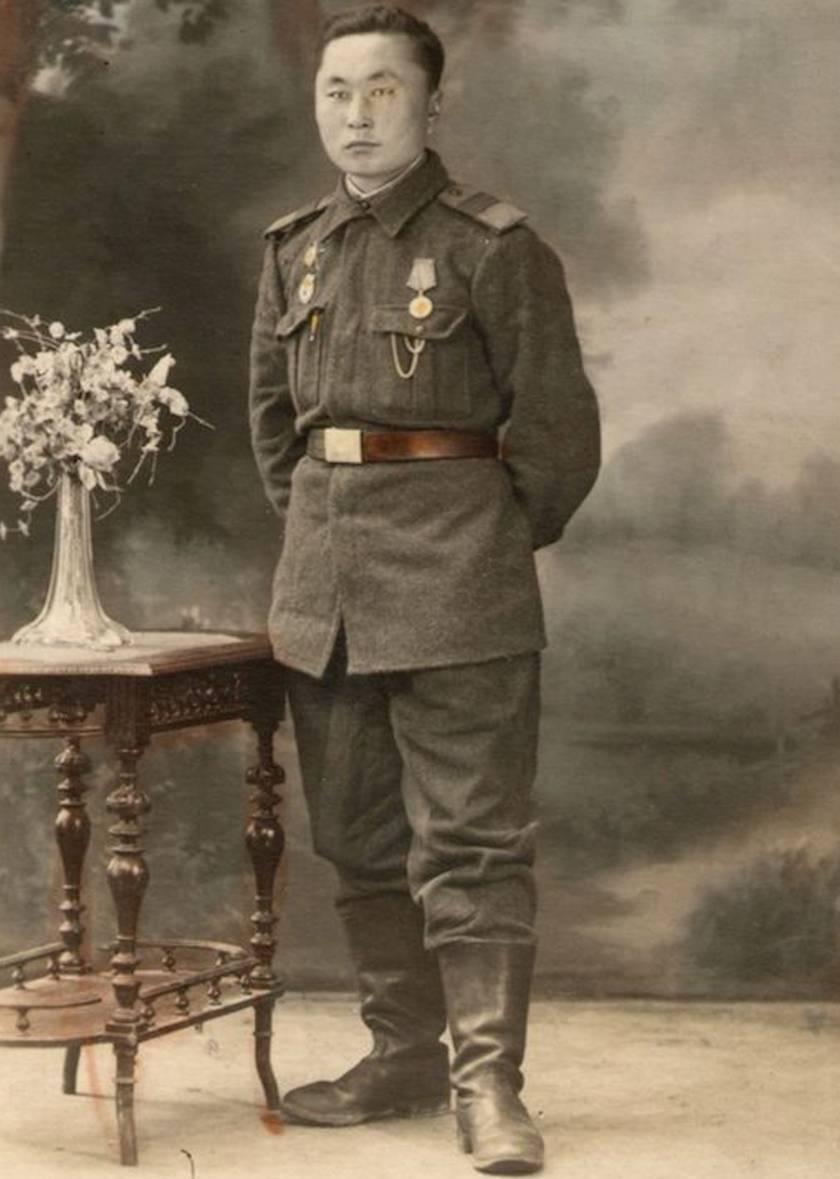
Понгса Киле (не ранее августа 1944)

Первый боевой опыт получил 26 марта 1942 года у села Белоколодец близ Харькова — тогда противник направил бронепоезд в Борисовку, и Понгса вместе с другими бойцами взорвали его. Шесть раз Киле с другими солдатами был отрезан от своей части, но каждый раз они возвращались, выходили из окружения — один раз Понгса Константинович провёл несколько месяцев у Цимлянска. Чтобы вернуться к своим, солдаты разделялись на несколько групп. По приказу командира, Понгса с другим товарищем стали искать пропитание, остановились в домике на станции Вальганская. Однако, их обнаружили патрульные, и они бежали в лес:
Немцы подняли тревогу, наперерез бежавшим помчались два мотоциклиста. Понгса Константинович выстрелами сбил обоих. Показался третий мотоцикл, с коляской. Уложил и этих двоих. Сзади по кукурузному полю бежали ещё немцы, человек двенадцать. Трое из них упали от пуль Понгсы Константиновича.
Понгса Киле принимал участие в боях под Сталинградом, в Австрии, Бессарабии, Болгарии, Венгрии, Румынии и Югославии. 
В его боевой биографии были выделены два события. В 1943 году под Кривым Рогом часть, где был Понгса, накрыло пулемётным огнём. Он и его товарищ-моряк были отправлены на разведку. Обнаружив место стрельбы, Киле сумел пробежать до ближайшей избы, разминировать помещение и оттуда проползти ближе к противнику. По пути его товарищ погиб. Понгса, волоча за собой тело друга, отправился обратно в избу. Там он оставил тело, петляя, добежал до своей части, и сообщил координаты места стрельбы. Второе событие произошло во время форсирования Днестра, когда батальон солдат и состав из двенадцати разведчиков, куда входил Понгса, получили задание занять село Молдавская Слободка близ Тирасполя. Во время выполнения задания произошло наводнение. Они двое суток прятались в плавнях, замаскировавшись пучками травы. Из батальона осталось в живых двадцать человек, среди разведчиков только двое — Понгса Константинович и радист. Они смогли установить координаты противника и наладить связь с полком. 
Согласно наградному листу, во время наступательных боёв на реке Днестр в районе села Талмаз (Молдавская ССР) Понгса Киле безотлучно находился на расположенном на дереве наблюдательном пункте; рискуя жизнью не покидал наблюдательный пункт даже во время сильного обстрела. В результате непрерывного наблюдения П. Киле обнаружил 6 дзотов и минометную батарею противника, которые в итоге были уничтожены огнём тяжёлой артиллерии. За этот подвиг 31 августа 1944 года Понгса (Панса) Киле был награждён орденом «Красной Звезды». 
Конец войны встретил в двенадцати километрах от австрийского города Кремс. Демобилизовавшись в 1946 году Понгса Константинович вернулся в Хабаровский край и до 1957 года проработал в леспромхозе «Пихицинский» Строительного треста № 6, затем перевёлся в Комсомольск-на-Амуре на лесозавод стройтреста. С 1958 года стал жить в Амурске. В 1977 году из-за проблем со здоровьем Понгса Киле вышел на пенсию.
Скончался Понгса Киле в 1990 году в Амурске. Погребён в селе Найхин. По словам его жены Марии Киле, в завещании мужа был призыв будущим поколениям, чтобы они старались сохранять свою культуру, избегать её «стилизованности» и искажения: «Вот поют песню, слова нанайские, а музыка бурятско-татарская. Через двадцать лет скажут — мы у них переняли, и дети наши не будут знать чисто нанайской музыки, ни мотивов, ни мелодий...».

## Творчество
Я считаю его [Понгсу Киле] самым глубоким носителем древней нанайской культуры, уникально-самобытным национальным поэтом мирового значения, истинным сыном своей родной земли...
Началом творческой деятельности Понгсы Киле считается 1979 год — с этого года он стал популяризировать нанайскую национальную культуру, собирать фольклор, переносил в письменный вид правила нанайских игр, танцев, воссоздавал национальные музыкальные инструменты, игрушки, украшения и бытовые предметы. Отдельное место в творчестве Понгсы Киле занимает поэзия. Обратиться к этому жанру ему, по словам литературоведа Вячеслава Огрызко, посоветовала Алина Чадаева, которая познакомилась с творчеством Киле благодаря поэтессе Анне Ходжер. Первые стихотворения Понгсы Константиновича были опубликованы в журнале «Дальний Восток» в её переводе с нанайского на русский. Однако, он бросил сочинять из-за большого количества работы. Снова стал писать в 1980 году, слагал редко и «по настроению», сочинял песни для коллектива художественной самодеятельности из села Нижний Нерген Нанайского района. С 1982 года стал писать песни для ансамбля «Гивана» (Комсомольск-на-Амуре), с 1985 года — фольклорному ансамблю «Сиун» из села Ачан (Амурский район).
В 1988 году Понгса Киле выступил в Москве на Всесоюзном фестивале народного фольклора в составе ансамбля «Сиун». На выступлении присутствовала учёная-этнолог Беата Гордон (Asia Society), которая пригласила коллектив «Сиун» выступить в городах США. Так, спустя год, с 27 февраля по 20 марта Понгса Киле в составе фольклорной группы представителей малых народностей Дальнего Востока выступил в Нью-Йорке, Вашингтоне, Филадельфии, в Американском посольстве СССР и Организации Объединённых Наций. За двадцать дней группа дала двадцать один концерт. После выступлений Беата Гордон отправила Понгсе Константиновичу его стихи на английском, опубликовала статьи в The Village Voice и Dance Magazine о его выступлениях.

Записи Понгсы Киле за период его пребывания в США
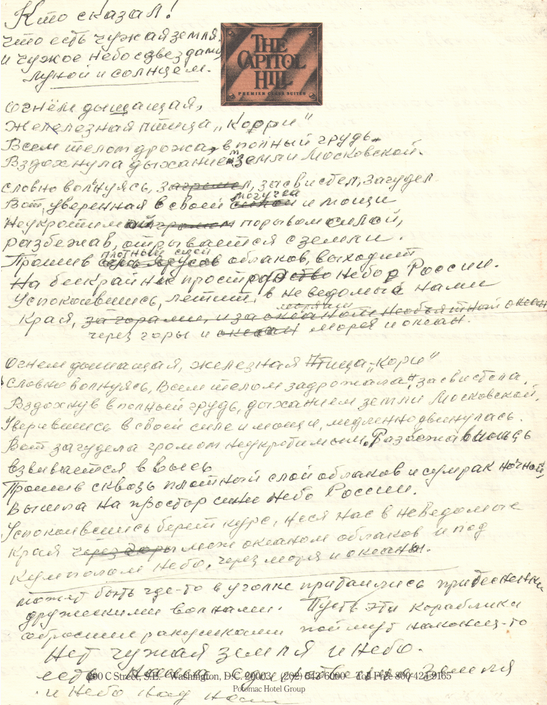
Стихотворение «Кто сказал, что есть чужая земля», сторона 1. Вашингтон, 1989
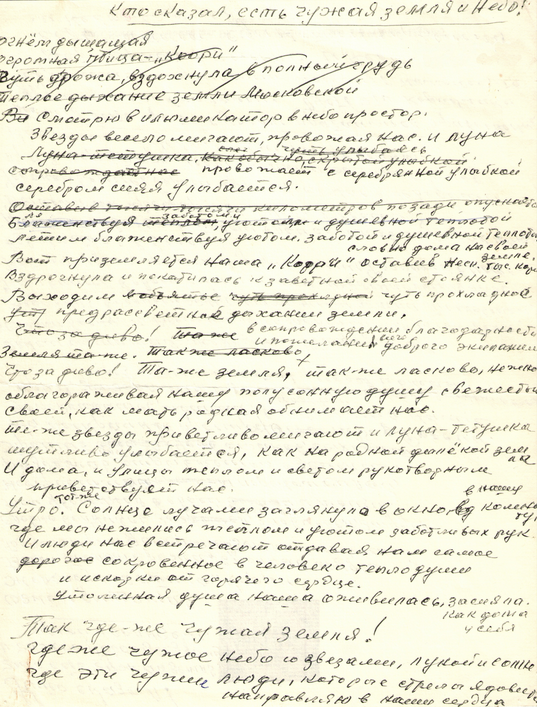
Стихотворение «Кто сказал, что есть чужая земля», сторона 2
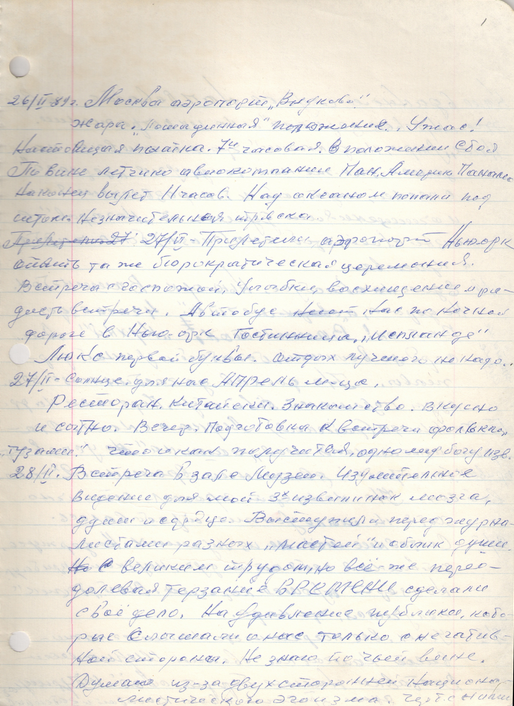
Страница из дневника

В 1991 году его статья «Нанайская национальная игра», содержащая собрание его материалов о нанайских игр, вошла в сборник статей от Государственного музея этнографии народов СССР. Как отметили исследователи из Института научной информации по общественным наукам РАН (ИНИОН РАН), этот труд «примечателен» авторской интерпретацией, осмыслением роли игры и её передачи от поколения к поколению.
Творчество Понгсы Киле состоит из обращений к нанайской мифологии, поэт затрагивает темы печали, разлуки и любви. Его стихотворения исповедальны и лиричны, их авторское исполнение, по воспоминаниям современников, звучало как «древнее заклинание». Своим творчеством, считают исследователи, поэт хотел показать, что помимо русской культуры, нанайцу необходимо осознавать и свою:
Вы с одним крылом хотите лететь в жизнь. Берите второе крыло, оно рядом с вами. Это крыло – язык, обычаи, история наша. Летите с двумя крылами, опираясь на русскую культуру и нашу, и сложите историю новой нанайской культуры.
Поэтические сборники Понгсы Киле вышли после смерти автора. В 1993 году Хабаровским книжным издательством был издан сборник «Песни сердца», в том же году в Комсомольске-на-Амуре вышла книга про Понгсу Константиновича — «Творческое наследие», а в городе Отару — его книга «Нанайские национальные игры» в переводе на японский. Спустя десять лет одновременно в Амурске и Комсомольске-на-Амуре вышла книга «Словами предков пою», в том же 2003 году вышла вторая часть издания «Творческое наследие». В 2007 году был издан сборник его стихотворений «Избранное».
Рассматривая творчество Понгсы Киле с точки зрения музыкального аспекта, исследователи обращали внимание на акцентирование автором внимания на воссоздание звуков природы — в своей музыке с помощью национальных инструментов он имитировал звучание рек, плескание в воде рыбы, раскачивание леса, крики чаек. В списке воссозданных им нанайских музыкальных инструментов числятся смычковый однострунный инструмент (нан. дучиэкэн), погремушка из рыбьей кожи (нан. дёпиан), трещётка из камыша (нан. капя), свистульки из бересты, бузины, камыша и костей животных.
Его колыбельная «Бэбэкэ», впервые опубликованная в сборнике «Песни сердца» (1993), переложенная на музыку и исполненная Ниной Гейкер в рамках проекта «Колыбельная народов России» от «Arzamas» и «Яндекс Путешествия», вызвала интерес у научного сообщества в лице фольклориста, кандидата филологических наук Никиты Петрова и лингвиста, научного сотрудника Научного центра по сохранению, возрождению и документации языков России Института языкознания РАН Василия Харитонова. Она повествует о мальчике, которому суждено быть сильным (родился, чтобы «добыть медведя» (нан. мапава магигуи)), и уже с ранних лет ходить в лес за добычей. Но во время охоты его сердце наполнено переживаниями о родных, а голова — заботами; автор песни надеется, что и в будущем мальчик будет заботиться и уважать своих родственников. В её тексте был обнаружен ряд особенностей, помогающий понять систему нанайского языка. Петров и Харитонов увидели в колыбельной Киле слова, заимствованные с монгольского — «батор» и «мэргэн» (первое слово означает в обоих языках «богатырь», а второе уже трактуется по-разному; в нанайском это антагонист, центральная фигура в повествовании, в монгольском же так определяют «мастера на все руки»). В ходе анализа колыбельной Понгсы Константиновича было выдвинуто предположение о «табуированности» медведя у нанайцев. Если в русском языке, отметили исследователи, это животное происходит от эвфемизма «мёд едящий», то в нанайском же его называют «стариком» или «мужем» (нан. мапа).

## Восприятие и критика
О творчестве Понгсы Киле положительно отзывался этнограф, преподаватель из города Перпиньяна Шарль Венстен, посетивший в 1990 году Амурск. Также в хорошем ключе о нём высказались японские этнографы Сиро Сасаки, Хикита Го, Тосиро Цумагари, которые выступили редакторами и переводчиками на японский его труда «Нанайские национальные игры» (1993). В 2019 году в издании «Приамурские ведомости» его назвали «великим» собирателем и хранителем традиций и обычаев нанайцев. 
Этнограф, кандидат исторических наук, старший научный сотрудник Института истории, археологии и этнографии народов Дальнего Востока ДВО РАН (ИИАЭ ДВО РАН) Николай Киле назвал работы Понгса Киле по нанайскому фольклору «ненаучными», так как их автор не имеет на это соответствующей квалификации.
Переводчица на русский язык творческого наследия Понгсы Киле Алина Чадаева пришла к выводу, что его стихотворения следует переводить не по традициям европейской школы перевода (в нанайском стихосложении нет ямба или хорея), а прибегать к использованию силлабической системы. Литературовед Вячеслав Огрызко раскритиковал Хабаровское книжное издательство, что в сборнике Понгсы Киле «Песни сердца» (1993), вместо переводов от Алины Чадаевой, были включены «очень невыразительные переложения» Николая Кабушкина.

## Память. Собрания творчества
Именем Понгсы Киле в Амурском районе Хабаровского края названа средняя школа в селе Ачан. В 2005 и 2023 годах в Городском краеведческом музее Комсомольска-на-Амуре были проведены выставки творчества Понгсы Константиновича. На выставке «Зеркало народной души», посвящённой 105-летию со дня рождения были представлены материалы о его жизни.
Работы Понгсы Киле находятся в собраниях российских и зарубежных музеев:
- Хабаровский краевой музей имени Н. И. Гродекова;
- Российский этнографический музей;
- Художественно-педагогический музей игрушки имени Н. Д. Бартрама;
- Американский музей естественной истории;
- Амурский городской краеведческий музей;
- Городской краеведческий музей Комсомольска-на-Амуре;
- Музей изобразительных искусств Комсомольска-на-Амуре;
- Краеведческий музей села Троицкое (Нанайский район);
- и другие.

## Награды
- Орден Красной Звезды[21] (1944);
- Орден Отечественной войны[21] II степени (1985);
- Медаль «За отвагу»[21];
- Медаль «За боевые заслуги»[21];
- Медаль «За взятие Будапешта»[21];
- Медаль «За взятие Вены»[21];
- Медаль «За победу над Германией в Великой Отечественной войне 1941—1945 гг.»[30];
- Медаль «В ознаменование 100-летия со дня рождения Владимира Ильича Ленина» (1970)[31];
- Медаль «Ветеран труда»[31].